# Vương Hạo Tín
Vương Hạo Tín (tiếng Trung: 王浩信, sinh ngày 7 tháng 7 năm 1983), tên gốc Vương Hạo, là một diễn viên, ca sĩ Hong Kong. Ra mắt là một ca sĩ, hiện là nghệ sĩ có hợp đồng quản lý với TVB và Thiệu Thị Huynh Đệ. Năm 2017 và 2020 anh đoạt giải Nam diễn viên chính xuất sắc nhất ở Lễ trao giải TVB tại Hong Kong.

## Kinh nghiệm cá nhân
Vương Hạo Tín sinh ra ở khu tự trị Tân Cương, cha là người Hán ở Tân Cương, mẹ là người Triều Châu, khi còn nhỏ anh cùng cha mẹ di cư qua Hong Kong. Trước khi gia nhập làng giải trí, Vương Hạo Tín là một nhà thiết kế đồ họa. Trong một lần đi hát karaoke thì được người quản lý nhận thấy tài năng, sau khi thử giọng thì chính thức thành ca sĩ. Năm 2005 kí hợp đồng với công ty thu âm Neway Star dưới trướng tập đoàn Neway. Vào năm 2006 ra mắt album solo đầu tiên, sau đó hết hợp đồng gia nhập TVB, chủ yếu phát triển ở mảng phim truyền hình. Năm 2010, nhờ phim khánh đài Hình cảnh mà lần đầu tiên anh được đề cử giải Nam diễn viên phụ xuất sắc nhất ở Lễ trao giải TVB tại Hong Kong 2010, đồng thời đoạt giải "Nam diễn viên có tiềm năng nhất mà tôi yêu thích nhất" tại Lễ trao giải TVB ở Malaysia 2011. Năm 2013, anh đoạt "Nam diễn viên tiến bộ vượt bậc" ở Lễ trao giải TVB tại Hong Kong 2013.
Năm 2015, Vương Hạo Tín lần đầu đảm nhiệm vai nam chính trong phim Nô lệ nhà ở, lần đầu tiên được đề cử Nam diễn viên chính xuất sắc nhất ở Lễ trao giải TVB tại Hong Kong 2015. Năm 2016, trong phim cảnh phỉ xuyên không Cảnh sát siêu năng, anh diễn vai thôn trưởng bề ngoài quái dị nhưng nội tâm chính trực Quan Đỉnh Danh (Cừ Đầu), diễn xuất được khen ngợi, cũng được cư dân mạng ủng hộ cho giải Nam diễn viên chính xuất sắc nhất và Nam nhân vật được yêu thích nhất ở Lễ trao giải TVB tại Hong Kong 2016. Cuối cùng anh được vào top 5 ở cả hai giải trên. Tháng 2 cùng năm, anh bị thương khi quay phim Sự hồi sinh chí mạng. Ngoài ra, anh còn hát bài nhạc chủ đề là "Không thể nói cùng ai" cho phim này.
Năm 2017, Vương Hạo Tín diễn vai chàng trai ấm áp Trình Nhật Huy (Saving) trong phim Binh đoàn phái yếu. Cùng năm, anh tạo ra đột phá trong phim Bước qua ranh giới, lần đầu tiên thử thách với vai diễn người mù, diễn vai luật sư mù Văn Thân Hiệp (Hiệp Mù, Hope Man), đồng thời hát bài hát chủ đề "Tâm nhãn" cho phim. Nhờ bộ phim này, anh đoạt giải "Nam diễn viên chính TVB tôi yêu thích nhất" ở Lễ trao giải StarHub của TVB tại Singapore 2017 lần đầu tiên, trở thành thị đế Singapore, và đoạt giải Nam diễn viên chính xuất sắc nhất ở Lễ trao giải TVB tại Hong Kong 2017, trở thành thị đế Hong Kong. Cùng năm, anh hát song ca với Cúc Tử Kiều bài nhạc kết "Muốn nói lại thôi" trong bộ phim mình có tham diễn Sóng gió gia tộc 3.
Năm 2018, Vương Hạo Tín đóng vai giáo chủ thế giới mạng Trương Phi Phàm (Fever) trong phim khánh đài Sàn đấu huynh đệ, đồng thời hát bài nhạc chủ đề "Phi phàm" cho phim. Tại Lễ trao giải TVB tại Hong Kong 2018, anh vào top 3 giải "Nam diễn viên chính TVB được yêu thích nhất Malaysia", cũng như vào top 5 giải Nam diễn viên chính xuất sắc nhất lần nữa.
Năm 2019, trong phim khánh đài Giải quyết sư, Vương Hạo Tín thử thách với những pha hành động đánh võ, diễn vai Ngao Hy Thần (thầy O) và hát bài nhạc kết "Yêu không nổi" cho phim. Anh kể rằng khi quay phim mỗi ngày đều phải đánh nhau, cũng cảm thấy may mắn vì trong quá trình quay không bị thương quá nhiều. Nhờ bộ phim này, anh lại vào top 5 của hai giải Nam diễn viên chính xuất sắc nhất và Nam nhân vật được yêu thích nhất tại Lễ trao giải TVB tại Hong Kong 2019. Cùng năm, anh hát bài "Ít nhất còn có em" trên chương trình Kiệt tác nổi tiếng 50 năm, được cư dân mạng khen ngợi.
Năm 2020, phim Quái kiệt siêu hạng và Bước qua ranh giới 2 do Vương Hạo Tín đóng chính được phát sóng, anh cũng hát bài nhạc chủ đề "Như giả như thật" và nhạc giữa phim "Cam tâm thay thế em" cho phim Quái kiệt siêu hạng. Hai bộ phim sau khi phát sóng đều được bàn tán tích cực, trong đó Bước qua ranh giới 2 cũng là một trong những phim kỷ niệm khánh đài lần thứ 53 của TVB. Nhờ vai Văn Thân Hiệp trong Bước qua ranh giới 2, anh lại đoạt giải Nam diễn viên chính xuất sắc nhất tại Lễ trao giải TVB tại Hong Kong 2020, trở thành thị đế Hong Kong lần nữa sau 3 năm, đồng thời đoạt giải "Nam diễn viên chính TVB được yêu thích nhất Malaysia", trở thành thị đế Malaysia. Ngoài ra, từ 2016-2020 Vương Hạo Tín vào top 5 giải Nam diễn viên chính xuất sắc nhất tại Lễ trao giải TVB tại Hong Kong trong 5 năm liên tục. Anh là diễn viên thường được giám chế Lâm Chí Hoa tin dùng.
Năm 2021, Vương Hạo Tín lần đầu tiên thử thách với vai đa nhân cách trong phim điều tra Nhật ký trinh sát hình sự. Trong phim một mình anh đóng nhiều vai, gồm có nội gián tổ trọng án thân thủ phi phàm Diệp Kình Phong, chuyên gia bút tích kiêm nhà tâm lý học tội phạm thân thể yếu ớt nhưng tính cách ấm áp Chu Cơ, cậu bé Matt chỉ mới 14 tuổi trong tuổi tâm hồn, và người đàn ông trung niên Michael nói lưu loát tiếng Malaysia. Anh cũng hát bài nhạc chủ đề "Thiên song" và hát song ca với Cúc Tử Kiều nhạc giữa phim "Hiệu ứng bươm bướm" cho phim này. Nhờ bộ phim này, anh được vào top 5 giải "Nam diễn viên chính TVB được yêu thích nhất Malaysia" và top 10 Nam diễn viên chính xuất sắc nhất tại Lễ trao giải TVB tại Hong Kong 2021.

## Cuộc sống gia đình
Vương Hạo Tín và bạn gái là Trần Tự Dao cử hành hôn lễ vào 11 giờ trưa ngày 11/11/2011. Ngày 27/4/2012, Trần Tự Dao hạ sinh con gái Vương Tĩnh Kiều. Tháng 9/2017, anh trả lời phỏng vấn tiết lộ con gái được di truyền khả năng thiết kế của mình, thích hội hoạ, hai cha con thường giao tiếp bằng cách cha vẽ - con tô màu. Vương Hạo Tín cũng nói rằng con gái được di truyền khá nhiều từ mình, bao gồm đôi chân dài, nói đùa anh lo rằng sau này bé sẽ được nhiều người theo đuổi. Tình cảm hai cha con khá tốt, bé thường gọi nhầm anh là "bro" (người anh em).

## Chuyện bên lề
Trong những bộ phim mấy năm gần đây Vương Hạo Tín tham gia, giám chế đều yêu cầu anh quay cảnh cởi áo, bao gồm các phim Hoán đổi thân phận (tập 7, 10, 15), Đội Phi Hổ (tập 2), Đại luật sư tranh tài (tập 15), Đội hành động liêm chính 2014, Đông Pha gia sự, Tái chiến minh thiên, Nô lệ nhà ở, Cảnh sát siêu năng, Sự hồi sinh chí mạng, Binh đoàn phái yếu, Bước qua ranh giới, Sàn đấu huynh đệ, Quái kiệt siêu hạng, Bước qua ranh giới 2, và Nhật ký trinh sát hình sự. Anh được đặt biệt danh "Vua cởi áo".
Ngoài ra, năm 2018 trong tập 4 chương trình Nhà bếp mỹ nữ anh từng tiết lộ, để cải thiện tình hình sức khoẻ, anh bắt đầu ăn chay trường từ năm 2018. Ngoài ra, Vương Hạo Tín là người thuận tay trái, nhưng tay phải cũng viết chữ được thành thạo.

## Tác phẩm đã tham gia

### Phim truyền hình (TVB)
| Năm phát sóng | Tên tiếng Việt                | Tên tiếng Anh                   | Tên tiếng Hoa                                            | Vai diễn                                  |
| ------------- | ----------------------------- | ------------------------------- | -------------------------------------------------------- | ----------------------------------------- |
| 2008          | Mẹ chồng nàng dâu             | Wars of In-Laws II              | 野蠻奶奶大戰戈師奶 (Dã man nãi nãi đại chiến qua sư nãi) | Mark (từ tập 11)                          |
| 2008          | Oan gia tương phùng           | Your Class or Mine              | 尖子攻略 (Tiêm tử công lược)                             | Trình Quốc Hạo (Benny)                    |
| 2009          | Phú quý môn                   | Born Rich                       | 富貴門 (Phú quý môn)                                     | Tư Đồ Phong (Tiger)                       |
| 2010          | Công chúa giá đáo             | Can't Buy Me Love               | 公主嫁到 (Công chúa giá đáo)                             | A Sử Na Sa Bật / Vũ Văn Kiệt (tập 27-32)  |
| 2010          | Hình cảnh                     | Gun Metal Grey                  | 刑警 (Hình cảnh)                                         | Cao Kỷ Dạng (Carson)                      |
| 2010          | Đoàn binh gia đình            | Home Troopers                   | 居家兵團 (Cư gia binh đoàn)                              | Đường Thủ Lễ (Leo)                        |
| 2011          | Những chuyện tình lãng mạn    | Dropping By Cloud Nine          | 你們我們他們 (Nhĩ môn ngã môn tha môn)                   | Gary (tập 5)                              |
| 2012          | Hoán đổi thân phận            | Wish and Switch                 | 換樂無窮 (Hoán lạc vô cùng)                              | Vinh Diệu (Wayne)                         |
| 2012          | Đội Phi Hổ                    | Tiger Cubs                      | 飛虎 (Phi Hổ)                                            | Khâu Tuấn Hiên (bé Hiên)                  |
| 2012          | Ranh giới thiện ác            | Highs and Lows                  | 雷霆掃毒 (Lôi đình tảo độc)                              | Khâu Tuấn Hiên                            |
| 2012          | Danh gia vọng tộc             | Silver Spoon, Sterling Shackles | 名媛望族 (Danh viện vọng tộc)                            | Chung Khải Diệp (Jimmy)                   |
| 2012          | Pháp võng truy kích           | Friendly Fire                   | 法網狙擊 (Pháp võng thư kích)                            | Đặng Khải Thiện (Duncan)                  |
| 2013          | Mùa tình yêu                  | Season of Love                  | 戀愛季節 (Luyến ái quý tiết)                             | Phùng Tu Văn (Simon)                      |
| 2013          | Nữ cảnh tác chiến             | Sergeant Tabloid                | 女警愛作戰 (Nữ cảnh ái tác chiến)                        | Đổng Triệu Lương                          |
| 2013          | Hoán đổi nhân tâm             | A Change of Heart               | 好心作怪 (Hảo tâm tác quái)                              | Đường Thiện Tri (Eason)                   |
| 2013          | Đại luật sư tranh tài         | Will Power                      | 法外風雲 (Pháp ngoại phong vân)                          | Tống Gia Diệu (Gilbert)                   |
| 2013          | Tiệm cà phê hữu tình          | Coffee Cat Mama                 | 貓屎媽媽 (Miêu thỉ ma ma)                                | Nhậm Gia Chính (thầy Nhậm)                |
| 2014          | Ngàn lời yêu thương           | Swipe Tap Love                  | 愛我請留言 (Ái ngã thỉnh lưu ngôn)                       | Vương Tử Tường (Edward)                   |
| 2014          | Đội hành động liêm chính 2014 | ICAC Investigators 2014         | 廉政行動2014 (Liêm chính hành động 2014)                 | Jacky (tập 5)                             |
| 2014          | Tái chiến minh thiên          | Tomorrow is Another Day         | 再戰明天 (Tái chiến minh thiên)                          | Kiều Chính Kiều (sếp Q)                   |
| 2015          | Nô lệ nhà ở                   | Brick Slaves                    | 樓奴 (Lâu nô)                                            | Lâu Diệu Minh (Jack)                      |
| 2015          | Đông Pha gia sự               | With or Without You             | 東坡家事 (Đông Pha gia sự)                               | Tần Thiếu Du                              |
| 2016          | Cảnh sát siêu năng            | Over Run Over                   | EU超時任務 (EU siêu thì nhiệm vụ)                        | Quan Đỉnh Danh (Cừ Đầu, Hugo)             |
| 2016          | Sự hồi sinh chí mạng          | Dead Wrong                      | 致命復活 (Trí mệnh phục hoạt)                            | Khang Thành Triết (Max)                   |
| 2017          | Binh đoàn phái yếu            | My Unfair Lady                  | 不懂撒嬌的女人 (Bất đổng tát kiều đích nữ nhân)          | Trình Nhật Huy (Saving)                   |
| 2017          | Bước qua ranh giới            | Legal Mavericks                 | 踩過界 (Thải quá giới)                                   | Văn Thân Hiệp (Manh Hiệp, Hope Man)       |
| 2017          | Sóng gió gia tộc 3            | Heart and Greed                 | 溏心風暴3 (Đường tâm phong bạo 3)                        | Huỳnh Vi Gia (Kyle)                       |
| 2018          | Sàn đấu huynh đệ              | Fist Fight                      | 兄弟 (Huynh đệ)                                          | Trương Phi Phàm (Fever)                   |
| 2019          | Giải quyết sư                 | The Man Who Kills Troubles      | 解決師 (Giải quyết sư)                                   | Ngao Hy Thần (thầy O) / K                 |
| 2020          | Quái kiệt siêu hạng           | Al Cappuccino                   | 反黑路人甲 (Phản hắc lộ nhân giáp)                       | Trương Tế Luân / Tưởng Thế Long (William) |
| 2020          | Bước qua ranh giới 2          | Legal Mavericks 2020            | 踩過界II (Thải quá giới 2)                               | Văn Thân Hiệp (Manh Hiệp, Hope Man)       |
| 2021          | Nhật ký trinh sát hình sự     | Murder Diary                    | 刑偵日記 (Hình trinh nhật ký)                            | Diệp Kình Phong / Chu Cơ / Matt / Michael |
| Chờ phát sóng |                               |                                 | 狀王之王 (Trạng vương chi vương)                         | Tống Thế Kiệt                             |

### Phim truyền hình (Thiệu Thị Huynh Đệ)
| Năm phát sóng | Tên tiếng Việt      | Tên tiếng Anh    | Tên tiếng Hoa                  | Vai diễn            |
| ------------- | ------------------- | ---------------- | ------------------------------ | ------------------- |
| 2020          | Phi phàm tam hiệp   | The Impossible 3 | 非凡三俠 (Phi phàm tam hiệp)   | Jackson             |
| 2023          | Liêm chính thư kích | Mission Run      | 廉政狙擊 (Liêm chính thư kích) | Vi Kế Minh (sếp Vi) |

### Phim truyền hình khác
| Năm phát sóng | Tên tiếng Việt | Tên tiếng Anh | Tên tiếng Hoa     | Vai diễn         |
| ------------- | -------------- | ------------- | ----------------- | ---------------- |
| Đang quay     | Sẻ thông vàng  | Stealing Time | 黄雀 (Hoàng tước) | Khương Cát Phong |

### Phim điện ảnh
| Năm phát sóng | Tên tiếng Việt (tạm dịch)        | Tên tiếng Anh                           | Tên tiếng Hoa                               | Vai diễn                |
| ------------- | -------------------------------- | --------------------------------------- | ------------------------------------------- | ----------------------- |
| 2006          | Đời người nửa tỉnh nửa say       | Cocktail                                | 半醉人間 (Bán túy nhân gian)                |                         |
| 2007          | Vua fans ngọt ngào               | Super Fans                              | 甜心粉絲王 (Điềm tâm phấn ti vương)         | Lam Vũ                  |
| 2008          | Truy đuổi ở rừng rậm đen trắng   |                                         | 追擊黑白森林 (Truy kích hắc bạch sâm lâm)   |                         |
| 2010          | Sóng gió giết con tin            | Black Ransom                            | 撕票風雲 (Tê phiếu phong vân)               | Tuyền                   |
| 2011          | Tôi yêu Hong Kong vạn năm vui vẻ | I Love Hong Kong                        | 我愛HK開心萬歲 (Ngã ái HK khai tâm vạn tuế) |                         |
| 2019          | Em kệ đi, anh yêu em!            | I Love You, You're Perfect, Now Change! | 你咪理，我愛你！ (Nhĩ mễ lý, ngã ái nhĩ!)   | Người trong tưởng tượng |
| 2019          | Thôi miên, phán quyết            | Guilt by Design                         | 催眠·裁決 (Thôi miên tài quyết)             | Lâm Bách Minh           |
| 2022          | Vẻ đẹp trong tim                 | Pretty Heart                            | 心裏美 (Tâm lý mỹ)                          | Hà Cường Cường (KK Ho)  |

### Điện ảnh mạng
| Năm phát sóng | Tên tiếng Việt (tạm dịch)       | Tên tiếng Hoa                                      | Vai diễn     |
| ------------- | ------------------------------- | -------------------------------------------------- | ------------ |
| 2020          | Truy long: Thám trưởng 1 tỷ     | 追龍之十億探長 (Truy long chi Thập ức thám trưởng) | Từ Lạc       |
| 2021          | Vua đặc công: Xạ thủ cùng đường | 兵王之絕境狙殺 (Binh vương chi Tuyệt cảnh thư sát) | Sử Kiến Quốc |
| Chưa chiếu    | Sợ hãi                          | 見怪 (Kiến quái)                                   | Du Kỷ Nhiệm  |
| Đang quay     | Truy long: Ngoại truyện         | 追龍之番外篇 (Truy long chi Phiên ngoại thiên)     | Từ Lạc       |

### Điện ảnh ngắn
| Năm phát sóng | Tên tiếng Việt (tạm dịch)                 | Tên tiếng Hoa                                    | Vai diễn               |
| ------------- | ----------------------------------------- | ------------------------------------------------ | ---------------------- |
| 2016          | Loạt sự kiện của minh tinh ở tiệm giặt ủi | 洗衣簿群星事件簿 (Tẩy y bộ quần tinh sự kiện bộ) | Quan Đỉnh Danh (tập 3) |

## Chương trình tổng hợp

### TVB
| Năm  | Tên chương trình (tên gốc)                                    | Tên chương trình (tạm dịch)                                | Ghi chú |
| ---- | ------------------------------------------------------------- | ---------------------------------------------------------- | --- |
| 2009 | 鐵甲無敵獎門人 / Super Trio Supreme                           | Thiết giáp vô địch Tưởng Môn Nhân                          | Khách mời (tập 38)                                                                                         |
| 2009 | 美女廚房 (第二輯) / Beautiful Cooking 2                       | Nhà bếp mỹ nữ 2                                            | Trợ thủ của Trần Mẫn Chi (tập 12)                                                                          |
| 2010 | 今日VIP / The Green Room                                      | VIP hôm nay                                                | Khách mời (ngày 15/11)                                                                                     |
| 2010 | 2011無綫節目巡禮 / TVB Sales Presentation 2011                | Triển lãm phim và tiết mục TVB 2011                        | Nghệ sĩ tham gia                                                                                           |
| 2010 | 萬千星輝頒獎典禮2010 / TVB Anniversary Awards 2010            | Lễ trao giải TVB tại Hong Kong 2010                        | Nghệ sĩ tham gia                                                                                           |
| 2010 | 萬千星輝賀台慶 / TVB Anniversary Gala Show                    | Lễ khánh đài TVB 2010                                      | Nghệ sĩ biểu diễn                                                                                          |
| 2010 | 名人廚房 / Stars on the Menu                                  | Nhà bếp danh nhân                                          | Chủ trì khách mời (tập 12) - cùng Cao Quân Hiền                                                            |
| 2011 | 姊妹淘 / All Things Girl                                      | Chuyện chị em                                              | Khách mời (tập 10) - cùng Hồ Bội Uý, Hà Tử Luân, Phó Gia Lợi, Rick Chin                                    |
| 2011 | 變身男女Chok Chok Chok / What The Face?                       | Nam nữ biến thân ngầu ngầu ngầu                            | Khách mời (tập 14) - cùng Đằng Lệ Danh, Châu Gia Di, Lương Liệt Duy                                        |
| 2011 | 大凶兆 / Harbingers of Doom                                   | Điềm hung lớn                                              | Khách mời (tập 9)                                                                                          |
| 2011 | 萬千星輝頒獎典禮2011 / TVB Anniversary Awards 2011            | Lễ trao giải TVB tại Hong Kong 2011                        | Chủ trì |
| 2012 | 今日VIP / The Green Room                                      | VIP hôm nay                                                | Khách mời (ngày 16/1)                                                                                      |
| 2012 | 萬千星輝賀台慶 / TVB Anniversary Gala Show                    | Lễ khánh đài TVB 2012                                      | Nghệ sĩ biểu diễn                                                                                          |
| 2012 | 萬千星輝頒獎典禮2012 / TVB Anniversary Awards 2012            | Lễ trao giải TVB tại Hong Kong 2012                        | Nghệ sĩ tham gia                                                                                           |
| 2013 | 今日VIP / The Green Room                                      | VIP hôm nay                                                | Khách mời (ngày 1/3)                                                                                       |
| 2013 | 超級無敵獎門人 終極篇 / Super Trio Maximus                    | Siêu cấp vô địch Tưởng Môn Nhân - phần cuối                | Khách mời (tập 4)                                                                                          |
| 2013 | 姊妹淘2 / All Things Girl 2                                   | Chuyện chị em                                              | Khách mời (tập 65) - cùng Trương Tú Văn                                                                    |
| 2013 | 萬千星輝賀台慶 / TVB Anniversary Gala Show                    | Lễ khánh đài TVB 2013                                      | Nghệ sĩ tham gia                                                                                           |
| 2013 | 2014無綫節目巡禮 / TVB Sales Presentation 2014                | Triển lãm phim và tiết mục TVB 2014                        | Nghệ sĩ tham gia - quảng bá cho phim Tiệm cà phê hữu tình, Tái chiến minh thiên                            |
| 2013 | 2013年度香港小姐競選 / Miss Hong Kong Pageant 2013            | Cuộc thi hoa hậu Hong Kong 2013                            | Giám khảo cho giải "Hoa hậu ăn ảnh nhất"                                                                   |
| 2013 | 萬千星輝頒獎典禮2013 / TVB Anniversary Awards 2013            | Lễ trao giải TVB tại Hong Kong 2013                        | Nghệ sĩ tham gia                                                                                           |
| 2014 | 今日VIP / The Green Room                                      | VIP hôm nay                                                | Khách mời (ngày 2/5)                                                                                       |
| 2014 | 萬千星輝賀台慶 / TVB Anniversary Gala Show                    | Lễ khánh đài TVB 2014                                      | Nghệ sĩ tham gia                                                                                           |
| 2014 | Music Café                                                    | Cafe âm nhạc                                               | Khách mời (tập 157) - cùng Lý Bích Kỳ                                                                      |
| 2014 | 吾淑吾食 / Eating Well With Madam Wong                        | Không "Thục" (chín) không ăn                               | Khách mời (tập 27) - cùng Đặng Anh Mẫn, Hứa Thiệu Hùng, Lâm Tử Thiện                                       |
| 2014 | 萬千星輝頒獎典禮2014 / TVB Anniversary Awards 2014            | Lễ trao giải TVB tại Hong Kong 2014                        | Nghệ sĩ tham gia                                                                                           |
| 2015 | 超強選擇1分鐘 / The Million Dollar Minute                     | Lựa chọn 1 phút cực mạnh                                   | Khách mời (tập 12)                                                                                         |
| 2015 | 今日VIP / The Green Room                                      | VIP hôm nay                                                | Khách mời (ngày 13/8)                                                                                      |
| 2015 | 一綫娛樂 / Buzz Stop                                          | Giải trí tuyến 1                                           | Khách mời (ngày 26/10)                                                                                     |
| 2015 | 萬千星輝賀台慶 / TVB Anniversary Gala Show                    | Lễ khánh đài TVB 2015                                      | Nghệ sĩ biểu diễn                                                                                          |
| 2015 | 2015年度香港小姐競選 / Miss Hong Kong Pageant 2015            | Cuộc thi hoa hậu Hong Kong 2015                            | Đạo sư cấp minh tinh                                                                                       |
| 2015 | 暖DD·食平D / Good Cheap Eats 4                                | Ấm áp hơn, ăn rẻ hơn                                       | Khách mời (tập 20) - cùng Lý Thi Hoa, Tưởng Gia Mân, Lương Gia Kỳ                                          |
| 2015 | 萬千星輝頒獎典禮2015 / TVB Anniversary Awards 2015            | Lễ trao giải TVB tại Hong Kong 2015                        | Nghệ sĩ tham gia                                                                                           |
| 2016 | Sunday好戲王 / Sunday Stage Fight                             | Vua diễn xuất Chủ Nhật                                     | Khách mời (tập 9)                                                                                          |
| 2016 | 一綫娛樂 / Buzz Stop                                          | Giải trí tuyến 1                                           | Khách mời (ngày 21/3, 2/5, 2/6)                                                                            |
| 2016 | 街頭魔法王之魔王之王 / Street Corserers                       | Vua của ma vương của vua ảo thuật đường phố                | Khách mời (tập 2)                                                                                          |
| 2016 | 2016年度香港小姐競選 / Miss Hong Kong Pageant 2016            | Cuộc thi hoa hậu Hong Kong 2016                            | Khách mời, đại sứ tuyên truyền, giám khảo cấp minh tinh                                                    |
| 2016 | 我愛香港 / I Heart HK                                         | Tôi yêu Hong Kong                                          | Khách mời (tập 14)                                                                                         |
| 2016 | 萬千星輝賀台慶 / TVB Anniversary Gala Show                    | Lễ khánh đài TVB 2016                                      | Nghệ sĩ biểu diễn                                                                                          |
| 2016 | 萬千星輝頒獎典禮2016 / TVB Anniversary Awards 2016            | Lễ trao giải TVB tại Hong Kong 2016                        | Nghệ sĩ tham gia                                                                                           |
| 2017 | 街坊廚神番外篇の開年舌戰 / Neighborhood Gourmet 4             | Ngoại truyện vua bếp đường phố: Cuộc chiến vị giác đầu năm | Khách mời                                                                                                  |
| 2017 | 流行經典50年 / Cantopop at 50                                 | Kiệt tác nổi tiếng 50 năm                                  | Khách mời (tập 12 - bài 陪著你走 Bước đi cùng em/anh) - song ca với Đàm Gia Nghi                           |
| 2017 | 香港可以這樣玩 鐵路篇                                         | Có thể chơi như vầy ở Hong Kong: Phần Đường sắt            | Khách mời (tập 1)                                                                                          |
| 2017 | 2017年度香港小姐競選 / Miss Hong Kong Pageant 2017            | Cuộc thi hoa hậu Hong Kong 2017                            | Giám khảo, đạo sư                                                                                          |
| 2017 | 萬千星輝賀台慶 / TVB Anniversary Gala Show                    | Lễ khánh đài TVB 2017                                      | Nghệ sĩ biểu diễn                                                                                          |
| 2017 | 萬千星輝頒獎典禮2017 / TVB Anniversary Awards 2017            | Lễ trao giải TVB tại Hong Kong 2017                        | Nghệ sĩ tham gia                                                                                           |
| 2018 | 美女廚房 (第三輯) / Cooking Beauties                          | Nhà bếp mỹ nữ 3                                            | Khách mời (tập 4)                                                                                          |
| 2018 | 流行經典50年 / Cantopop at 50                                 | Kiệt tác nổi tiếng 50 năm                                  | Khách mời (tập 39 - bài 聽說愛情回來過 Nghe nói tình yêu vừa trở về, Sorry Xin lỗi)                        |
| 2018 | TVB 50+1周年再出發 / TVB Anniversary Light Switching Ceremony | Lễ thắp đèn TVB 50+1 tái xuất phát                         | Nghệ sĩ tham gia                                                                                           |
| 2018 | TVB 50+1再出發節目巡禮2019 / TVB Sales Presentation 2019      | Triển lãm phim và tiết mục TVB 2019                        | Nghệ sĩ tham gia                                                                                           |
| 2018 | 萬千星輝賀台慶 / TVB Anniversary Gala Show                    | Lễ khánh đài TVB 2018                                      | Nghệ sĩ biểu diễn                                                                                          |
| 2018 | 萬千星輝頒獎典禮2018 / TVB Anniversary Awards 2018            | Lễ trao giải TVB tại Hong Kong 2018                        | Nghệ sĩ tham gia                                                                                           |
| 2019 | 新春開運王4 / Feng Shui For The New Year                      | Vua khai vận năm mới 4                                     | Khách mời (tập 5)                                                                                          |
| 2019 | 流行經典50年 / Cantopop at 50                                 | Kiệt tác nổi tiếng 50 năm                                  | Khách mời (tập 14 - bài 至少還有你 Ít nhất còn có em, 到此為止 Đến đây chấm dứt)                           |
| 2019 | 娛樂大家2 / Liza's Online 2                                   | Mua vui cho mọi người 2                                    | Khách mời (tập 9) - cùng Lý Thiên Tường, Trang Tư Mẫn, Phùng Doanh Doanh                                   |
| 2019 | Do姐有問題 / Do Did Eat                                       | Chị Do có câu hỏi 3                                        | Khách mời (tập 15) - cùng Trương Dĩnh Khang, Đinh Tử Lãng, Đường Thi Vịnh, Phùng Doanh Doanh, Trang Tư Mẫn |
| 2019 | 萬千星輝賀台慶 / TVB Anniversary Gala Show                    | Lễ khánh đài TVB 2019                                      | Nghệ sĩ biểu diễn                                                                                          |
| 2019 | 萬千星輝頒獎典禮2019 / TVB Anniversary Awards 2019            | Lễ trao giải TVB tại Hong Kong 2019                        | Nghệ sĩ tham gia                                                                                           |
| 2019 | 2019年度勁歌金曲頒獎典禮 / JSG Awards Presentation 2019       | Lễ trao giải Kình Ca Kim Khúc năm 2019                     | Nghệ sĩ tham gia                                                                                           |
| 2020 | 流行經典50年 / Cantopop at 50                                 | Kiệt tác nổi tiếng 50 năm                                  | Khách mời (tập 27 - bài 甘心替代你 Cam tâm thay thế em tập 35 - bài 心眼 Tâm nhãn)                         |
| 2020 | TVB節目巡禮2021 / TVB Sales Presentation 2021                 | Triển lãm phim và tiết mục TVB 2021                        | Nghệ sĩ tham gia - quảng bá cho phim Bước qua ranh giới 2, Nhật ký trinh sát hình sự                       |
| 2020 | 萬千星輝頒獎典禮2020 / TVB Anniversary Awards 2020            | Lễ trao giải TVB tại Hong Kong 2020                        | Nghệ sĩ tham gia                                                                                           |
| 2021 | 諸朋好友 / Bong Bong, Amigo!                                  | Các bạn bè thân                                            | Khách mời (ngày 10/1 - phần Đêm Ngàn Vạn Sao Sáng bạn bè thân thiết)                                       |
| 2021 | TIGER'S TALK                                                  | Cha hổ trò chuyện                                          | Khách mời (tập 5) - cùng Trần Hào, Trịnh Đan Thuỵ                                                          |
| 2021 | 天天開運王2 / Fortune Show                                    | Vua khai vận mỗi ngày 2                                    | Khách mời (tập 15) - cùng Viên Văn Kiệt, Lâm Bác Lai, Quan Uyển San, Từ Vinh                               |
| 2021 | 開心大綜藝 / Have A Big Laugh                                 | Tiết mục vui vẻ lớn                                        | Khách mời (tập 10) - cùng Huỳnh Trí Văn, Lê Nặc Ý, Viên Vỹ Hào, Đới Tổ Nghi                                |
| 2021 | 明星運動會 / TVB All Star Games                               | Hội thao minh tinh                                         | Đội trưởng đội xanh dương                                                                                  |
| 2021 | 萬千星輝賀台慶 / TVB Anniversary Gala Show                    | Lễ khánh đài TVB 2021                                      | Nghệ sĩ biểu diễn                                                                                          |

### TVB8
| Năm       | Tên chương trình (tên gốc) | Tên chương trình (tạm dịch)                      | Ghi chú           |
| --------- | -------------------------- | ------------------------------------------------ | ----------------- |
| 2005      | 潮之達人                   | Người theo kịp thời trang                        | Chủ trì           |
| 2006      | 超級樂壇全接觸             | Tiếp xúc toàn bộ nhạc đàn siêu cấp               | Chủ trì           |
| 2006      | 星級育樂王                 | Vua giáo dục và giải trí                         | Chủ trì           |
| 2006      | 火爆音樂空間               | Không gian âm nhạc rực cháy                      | Chủ trì khách mời |
| 2007-2008 | 玩美主意                   | Chủ ý chơi vui                                   | Chủ trì           |
| 2008      | 美少男美少女飆戰舞台       | Sàn nhảy cuồng chiến của thanh niên thiếu nữ đẹp | Chủ trì           |

### TVB Good Show
| Năm  | Tên chương trình (tên gốc) | Tên chương trình (tạm dịch)  | Ghi chú |
| ---- | -------------------------- | ---------------------------- | ------- |
| 2010 | 浪漫情迷西班牙             | Tây Ban Nha lãng mạn tình mê | Chủ trì |

### Đại lục
| Năm  | Đài                     | Tên chương trình (tên gốc)                  | Tên chương trình (tạm dịch)    | Ghi chú           |
| ---- | ----------------------- | ------------------------------------------- | ------------------------------ | ----------------- |
| 2022 | Truyền hình Hồ Nam      | 你好，星期六 (Nhĩ hảo, tinh kỳ lục)         | Xin chào thứ bảy               | Khách mời (tập 9) |
| 2022 | Truyền hình Đông Phương | 開播！情境喜劇 (Khai bá! Tình cảnh hỉ kịch) | Khởi quay! Kịch hài tình huống | Thí sinh          |

### Radio
2005-2006: "Đại đôi đầu - E Y Ao Love Thanh Bảo Lương" của đài TeenPower (mỗi thứ năm)

## Tác phẩm âm nhạc

### Album
| Tên album       | Công ty phát hành | Ngày phát hành | Tên bài trong album |
| --------------- | ----------------- | -------------- | --- |
| Never Exhausted | Neway Star        | 9/5/2006       | 1. 訊號 (Tín hiệu) 2. 別怕 (Đừng sợ) 3. 愛與被愛 (Yêu và được yêu) - song ca với Lương Tình Tình ; bản tiếng Phổ thông: 愛與不愛 (Yêu và không yêu) 4. 愛妳便愛 (Yêu em càng yêu em) ; bản tiếng Phổ thông: 幸福年代 (Thời đại hạnh phúc) 5. 誘心人 (Người quyến rũ) 6. 不散不見 (Không về không gặp) 7. 幸福年代 (Thời đại hạnh phúc) ; bản tiếng Quảng Đông: 愛妳便愛 (Yêu em càng yêu em) 8. 愛與不愛 (Yêu và không yêu) - song ca với Lương Tình Tình ; bản tiếng Quảng Đông: 愛與被愛 (Yêu và được yêu) |
| Show Everywhere | Neway Star        | 21/12/2006     | 1. Somewhere (Nơi nào đó) 2. 貓步 (Bước chân mèo) 3. Baby Boy (Cậu bé trai) 4. 分手不分開 (Chia tay không chia lìa) 5. 拖字闕 (Kéo chữ khuyết) - song ca với Phương Hạo Mân 6. Sorry (Xin lỗi) 7. Sometime (Lúc nào đó) 8. 說...愛 (Nói... yêu) 9. 觸電 (Giật điện) - tiếng Phổ thông 10. Sorry (Xin lỗi) - tiếng Phổ thông |

### Ca khúc khác
| Năm  | Tên tiếng Hoa | Tên tiếng Việt (tạm dịch) | Ghi chú                                                            |
| ---- | ------------- | ------------------------- | ------------------------------------------------------------------ |
| 2008 | 最難過今天    | Hôm nay buồn bã nhất      | Song ca với Hồ Hạnh Nhi - nhạc giữa phim Mẹ chồng nàng dâu         |
| 2008 | 哪時此刻      | Lúc nào lúc này           | Song ca với Hồ Hạnh Nhi                                            |
| 2016 | 不可告人      | Không thể nói cùng ai     | Nhạc chủ đề phim Sự hồi sinh chí mạng                              |
| 2017 | 陪着你走      | Bước đi cùng em/anh       | Song ca với Đàm Gia Nghi                                           |
| 2017 | 心眼          | Tâm nhãn                  | Nhạc chủ đề phim Bước qua ranh giới, Bước qua ranh giới 2          |
| 2017 | 欲言又止      | Muốn nói lại thôi         | Song ca với Cúc Tử Kiều - nhạc kết phim Sóng gió gia tộc 3         |
| 2018 | 非凡          | Phi phàm                  | Nhạc chủ đề phim Sàn đấu huynh đệ                                  |
| 2019 | 愛不起        | Yêu không nổi             | Nhạc kết phim Giải quyết sư                                        |
| 2020 | 似真如假      | Như giả như thật          | Nhạc chủ đề phim Quái kiệt siêu hạng                               |
| 2020 | 甘心替代你    | Cam tâm thay thế em       | Nhạc giữa phim Quái kiệt siêu hạng                                 |
| 2021 | 天窗          | Thiên song                | Nhạc chủ đề phim Nhật ký trinh sát hình sự                         |
| 2021 | 蝴蝶效應      | Hiệu ứng bươm bướm        | Song ca với Cúc Tử Kiều - nhạc giữa phim Nhật ký trinh sát hình sự |

### Thành tích ca khúc được phát radio
Chú thích:
- Con số trong bảng là thứ hạng được xếp trên từng đài
- （*）Đang lên bảng xếp hạng
- （-）Chưa lên được bảng xếp hạng
- （×）Không được phát ở đài này
- （(1)）Quán quân 2 tuần

| Thành tích ca khúc được phát radio (4 đài) | Thành tích ca khúc được phát radio (4 đài) | Thành tích ca khúc được phát radio (4 đài) | Thành tích ca khúc được phát radio (4 đài) | Thành tích ca khúc được phát radio (4 đài) | Thành tích ca khúc được phát radio (4 đài) | Thành tích ca khúc được phát radio (4 đài)                                                                                        |           |
| ------------------------------------------ | ------------------------------------------ | ------------------------------------------ | ------------------------------------------ | ------------------------------------------ | ------------------------------------------ | --- | --------- |
| Album                                      | Ca khúc                                    | 903                                        | RTHK                                       | 997                                        | TVB                                        | Chú thích | Chú thích |
| 2005                                       |                                            |                                            |                                            |                                            |                                            | |           |
| Never Exhausted                            | Tín hiệu                                   | -                                          | -                                          | 5                                          | -                                          | |           |
| Never Exhausted                            | Yêu em càng yêu em                         | -                                          | -                                          | -                                          | -                                          | |           |
| Never Exhausted                            | Đừng sợ                                    | -                                          | 19                                         | 7                                          | -                                          | |           |
| 2006                                       |                                            |                                            |                                            |                                            |                                            | |           |
| Never Exhausted                            | Không về không gặp                         | -                                          | -                                          | 13                                         | -                                          | |           |
| Never Exhausted                            | Yêu và được yêu                            | 20                                         | -                                          | 3                                          | -                                          | Song ca với Lương Tình Tình |           |
| Show Everywhere                            | Bước chân mèo                              | -                                          | -                                          | 4                                          | -                                          | |           |
| Show Everywhere                            | Chia tay không chia lìa                    | 16                                         | 16                                         | 9                                          | -                                          | |           |
| Show Everywhere                            | Sorry                                      | -                                          | -                                          | -                                          | 2                                          | |           |
| 2007                                       |                                            |                                            |                                            |                                            |                                            | |           |
| Show Everywhere                            | Kéo chữ khuyết                             | -                                          | -                                          | 5                                          | -                                          | Song ca với Phương Hạo Mân |           |
| Đại gia âm nhạc                            | Baby Boy                                   | 12                                         | -                                          | -                                          | -                                          | FAMA hát chính Hát chung với Vương Hạo Tín và Regen                                                                               |           |
| 2014                                       |                                            |                                            |                                            |                                            |                                            | |           |
|                                            | We Are The Only One                        | ×                                          | ×                                          | ×                                          | 1                                          | Ca khúc quán quân đầu tiên Nhạc chủ đề cổ động World Cup 2014 của TVB Hợp xướng cùng các nghệ sĩ TVB                              |           |
| 2016                                       |                                            |                                            |                                            |                                            |                                            | |           |
| My TV Love Songs                           | Không thể nói cùng ai                      | ×                                          | ×                                          | ×                                          | 1                                          | Ca khúc cá nhân đầu tiên được quán quân Nhạc chủ đề phim Sự hồi sinh chí mạng                                                     |           |
| 2017                                       |                                            |                                            |                                            |                                            |                                            | |           |
| Lonely                                     | Bước đi cùng em/anh (bản song ca)          | -                                          | 3                                          | 3                                          | 1                                          | Song ca với Đàm Gia Nghi Cover từ tác phẩm của Lư Quán Đình Bảng xếp hạng ca khúc mới tuần này của hmv PLAY: 1                    |           |
|                                            | Tâm nhãn                                   | ×                                          | ×                                          | ×                                          | 1                                          | Nhạc chủ đề phim Bước qua ranh giới Bảng xếp hạng ca khúc mới tuần này của hmv PLAY: 10                                           |           |
| Quên đi bản thân em                        | Muốn nói lại thôi                          | -                                          | 1                                          | 17                                         | 1                                          | Lên BXH qua 2 năm Song ca với Cúc Tử Kiều Nhạc kết phim Sóng gió gia tộc 3 Bảng xếp hạng ca khúc Hoa ngữ HIT nhất của Canada: 10* |           |
| 2019                                       |                                            |                                            |                                            |                                            |                                            | |           |
|                                            | Yêu không nổi                              | ×                                          | ×                                          | ×                                          | 2                                          | Nhạc kết phim Giải quyết sư |           |
| 2020                                       |                                            |                                            |                                            |                                            |                                            | |           |
|                                            | Như giả như thật                           | ×                                          | ×                                          | ×                                          | 5                                          | Nhạc chủ đề phim Quái kiệt siêu hạng                                                                                              |           |
|                                            | Cam tâm thay thế em                        | ×                                          | ×                                          | ×                                          | 2                                          | Cover từ tác phẩm của Trịnh Y Kiện Nhạc giữa phim Quái kiệt siêu hạng                                                             |           |

| Tổng số bài hát quán quân từng đài | Tổng số bài hát quán quân từng đài | Tổng số bài hát quán quân từng đài | Tổng số bài hát quán quân từng đài | Tổng số bài hát quán quân từng đài    |
| ---------------------------------- | ---------------------------------- | ---------------------------------- | ---------------------------------- | ------------------------------------- |
| 903                                | RTHK                               | 997                                | TVB                                | Chú thích                             |
| 0                                  | 1                                  | 0                                  | 5                                  | Tổng số bài hát quán quân cả 4 đài: 0 |

## Liveshow từng tham gia

### Năm 2005
Tháng 5-7: Solar Project 2005
Tháng 7: TeenPower 11 cơn sóng cuồng
Tháng 9-11: Ôm ôm giọng hay 05 - Ôm ôm đón trại mới, Ôm ôm đóng kịch
Tháng 10: Khách mời biểu diễn liveshow ở Osaka của Itamiya Ryosuke
Tháng 12: Khách mời biểu diễn liveshow Trực giác nhóm Soler, khách mời biểu diễn liveshow ở Thượng Hải của Itamiya Ryosuke

### Năm 2006
Tháng 2: Đại sứ BGCA (Hiệp hội Phúc lợi Trẻ em) Hong Kong, tham gia đêm hội từ thiện

### Năm 2011
Tháng 10: Kịch sân khấu "Tân lạt nhân thê"

## Quảng cáo
| Năm       | Sản phẩm | Chú thích                       |
| --------- | --- | ------------------------------- |
| 2005      | Nhãn hiệu quần áo thời trang Nhật Hàn id:c                                                                         | Quảng cáo hình ảnh              |
| 2006      | Neway K-Fun | Quảng cáo hình ảnh, truyền hình |
| 2006      | Kudian | Trung Quốc đại lục              |
| 2006-2007 | Passwordshop | Quảng cáo hình ảnh              |
| 2011      | Tiệm áo cưới Monalisa                                                                                              | Quảng cáo hình ảnh              |
| 2014      | Bảo hiểm Gia đình Hong Leong                                                                                       | Quảng cáo hình ảnh, truyền hình |
| 2014      | Bảo hiểm Người giúp việc Hong Leong                                                                                | Quảng cáo hình ảnh, truyền hình |
| 2015      | Bảo hiểm Tài sản Gia đình Hong Leong                                                                               | Quảng cáo hình ảnh, truyền hình |
| 2016      | JAG xem quảng cáo nhận tiền lễ - "Vua biết làm" Vương Hạo Tín đá sân chuyển ngành bán bảo hiểm kiếm thêm một khoản | Quảng cáo mạng                  |
| 2016      | Sensodyne - Làm sao bảo đảm cuộc sống đầy mùi vị?                                                                  | Quảng cáo mạng                  |
| 2016      | Panasonic - "Đặc biệt cho Ngày của Cha" Dao cạo râu lực từ khu động điện siêu cao tốc Panasonic LAMDASH (ES-ST37)  | Quảng cáo mạng, hình ảnh        |
| 2017      | Viên uống GNC Live Well - TriFlex                                                                                  | Quảng cáo hình ảnh              |
| 2017      | Fossil - Đặc biệt đặt hàng: Vương Hạo Tín lại điên cuồng hát Bước đi cùng em (FossilQ)                             | Quảng cáo truyền hình, mạng     |
| 2017      | Clarins - Vương Hạo Tín x CLARINS - Chuyên gia giải mã tế bào (Double serum mới tinh thế hệ thứ 8)                 | Quảng cáo mạng                  |
| 2017      | Oral-B - Truy bắt Ngô Phiên Phát (Kem đánh răng bảo vệ nướu răng chuyên nghiệp Oral-B Pro Health Clinical)         | Quảng cáo mạng                  |
| 2017      | Bossini - Thử thách 200 biểu cảm biểu lộ mặt chân thật nhất của mình                                               | Quảng cáo hình ảnh              |
| 2017      | Eleanor - Beauty is Art                                                                                            | Quảng cáo mạng                  |
| 2017      | Swanson - Nước cốt gà điều vị                                                                                      | Quảng cáo truyền hình           |
| 2017      | Dove - Anh Caring đi khắp thành phố tìm cô gái da khô (Sữa tắm Dove)                                               | Quảng cáo truyền hình, mạng     |
| 2017      | Gia Tượng TMF - Nội thất đặt làm                                                                                   | Quảng cáo truyền hình, mạng     |

## Đề cử và giải thưởng

### Âm nhạc
| Năm  | Lễ trao giải                                              | Giải thưởng                                 | Tác phẩm                                       | Kết quả               |
| ---- | --------------------------------------------------------- | ------------------------------------------- | ---------------------------------------------- | --------------------- |
| 2005 | Lễ trao giải Kim Khúc TVB8 năm 2005                       | Nam người mới xuất sắc nhất                 |                                                | Đoạt giải (Giải đồng) |
| 2006 | Lễ trao giải Tân Thành Kình Bạo 2006                      | Nam ca sĩ mới ra mắt của Tân Thành Kình Bạo | Đoạt giải                                      |                       |
| 2006 | Lễ trao giải Tân Thành Kình Bạo 2006                      | Ca khúc song ca của Tân Thành Kình Bạo      | Yêu và được yêu - Song ca với Lương Tình Tình  | Đoạt giải             |
| 2006 | Lễ trao giải Top 10 Kình Ca Kim Khúc năm 2006             | Ca khúc song ca được yêu thích nhất         | Yêu và được yêu - Song ca với Lương Tình Tình  | Đoạt giải (Giải bạc)  |
| 2006 | Lễ trao giải Top 10 Kình Ca Kim Khúc năm 2006             | Người mới được yêu thích nhất               |                                                | Đề cử                 |
| 2006 | Lễ trao giải Lượng tiêu thụ album của IFPI Hong Kong 2006 | Nam người mới có album bán chạy nhất        | Đoạt giải                                      |                       |
| 2007 | Lễ trao giải Top 10 Kình Ca Kim Khúc năm 2007             | Ngôi sao người mới đang lên được tiến cử    | Đề cử                                          |                       |
| 2007 | Lễ trao giải Top 10 Kình Ca Kim Khúc năm 2007             | Ca sĩ hát-sáng tác được yêu thích nhất      | Đề cử                                          |                       |
| 2008 | Lễ trao giải Top 10 Kình Ca Kim Khúc năm 2008             | Ca khúc song ca được yêu thích nhất         | Hôm nay buồn bã nhất - Song ca với Hồ Hạnh Nhi | Đoạt giải (Giải đồng) |
| 2016 | Lễ trao giải Top 10 Kình Ca Kim Khúc năm 2016             | Kình Ca Kim Khúc                            | Không thể nói cùng ai                          | Đoạt giải             |
| 2016 | Lễ trao giải Top 10 Kình Ca Kim Khúc năm 2016             | Nam ca sĩ được yêu thích nhất               |                                                | Đề cử                 |
| 2017 | Vòng tuyển chọn ưu tú chặng 2 Kình Ca Kim Khúc 2017       | Ca khúc được đề cử                          | Tâm nhãn                                       | Đề cử                 |
| 2017 | Vòng tuyển chọn ưu tú chặng 2 Kình Ca Kim Khúc 2017       | Ca khúc được đề cử                          | Bước đi cùng em/anh - Song ca với Đàm Gia Nghi | Đề cử                 |
| 2017 | Lễ trao giải Top 10 Kình Ca Kim Khúc năm 2017             | Kình Ca Kim Khúc                            | Tâm nhãn                                       | Đề cử                 |
| 2017 | Lễ trao giải Top 10 Kình Ca Kim Khúc năm 2017             | Kình Ca Kim Khúc                            | Bước đi cùng em/anh - Song ca với Đàm Gia Nghi | Đề cử                 |
| 2017 | Lễ trao giải Top 10 Kình Ca Kim Khúc năm 2017             | Ca khúc song ca xuất sắc nhất               | Bước đi cùng em/anh - Song ca với Đàm Gia Nghi | Đoạt giải (Giải vàng) |
| 2017 | Lễ trao giải Top 10 Kình Ca Kim Khúc năm 2017             | Ca khúc song ca xuất sắc nhất               | Muốn nói lại thôi - Song ca với Cúc Tử Kiều    | Đoạt giải (Giải đồng) |
| 2019 | Lễ trao giải Top 10 Kình Ca Kim Khúc năm 2019             | Kình Ca Kim Khúc                            | Yêu không nổi                                  | Đề cử                 |
| 2019 | Lễ trao giải Top 10 Kình Ca Kim Khúc năm 2019             | Ca khúc sáng tác mới xuất sắc nhất          | Yêu không nổi                                  | Đoạt giải (Giải vàng) |
| 2019 | Lễ trao giải Top 10 Kình Ca Kim Khúc năm 2019             | Nam ca sĩ được yêu thích nhất               |                                                | Đề cử                 |
| 2019 | Lễ trao giải Top 10 Kình Ca Kim Khúc năm 2019             | Giải lớn cho vua nhân khí (nam ca sĩ)       | Đoạt giải                                      |                       |
| 2020 | Lễ trao giải Top 10 Kình Ca Kim Khúc năm 2020             | Kình Ca Kim Khúc                            | Như giả như thật                               | Đề cử                 |
| 2020 | Lễ trao giải Top 10 Kình Ca Kim Khúc năm 2020             | Kình Ca Kim Khúc                            | Cam tâm thay thế em                            | Đề cử                 |
| 2020 | Lễ trao giải Top 10 Kình Ca Kim Khúc năm 2020             | Ca khúc cải biên xuất sắc nhất              | Cam tâm thay thế em                            | Đoạt giải (Giải vàng) |
| 2020 | Lễ trao giải Top 10 Kình Ca Kim Khúc năm 2020             | Nam ca sĩ được yêu thích nhất               |                                                | Đề cử                 |
| 2020 | Lễ trao giải Top 10 Kình Ca Kim Khúc năm 2020             | Giải lớn cho vua nhân khí                   | Đoạt giải                                      |                       |

### Truyền hình

#### Lễ trao giải TVB ở Malaysia
| Năm  | Giải thưởng                                           | Phim / Tác phẩm                 | Vai diễn                         | Kết quả                                     |
| ---- | ----------------------------------------------------- | ------------------------------- | -------------------------------- | ------------------------------------------- |
| 2011 | Nam diễn viên có tiềm năng nhất mà tôi yêu thích nhất | Hình cảnh                       | Cao Kỷ Dạng                      | Đoạt giải                                   |
| 2014 | Nam diễn viên phụ TVB tôi yêu thích nhất              | Tái chiến minh thiên            | Kiều Chính Kiều                  | Đề cử                                       |
| 2014 | Nhân vật truyền hình TVB tôi yêu thích nhất           | Tái chiến minh thiên            | Kiều Chính Kiều                  | Đề cử                                       |
| 2015 | Nam diễn viên phụ TVB tôi yêu thích nhất              | Đông Pha gia sự                 | Tần Thiếu Du                     | Đề cử                                       |
| 2015 | Nhân vật truyền hình TVB tôi yêu thích nhất           | Nô lệ nhà ở                     | Lâu Diệu Minh                    | Đề cử                                       |
| 2016 | Nam diễn viên chính TVB tôi yêu thích nhất            | Cảnh sát siêu năng              | Quan Đỉnh Danh                   | Đề cử                                       |
| 2016 | Nhân vật truyền hình TVB tôi yêu thích nhất           | Cảnh sát siêu năng              | Quan Đỉnh Danh                   | Đề cử                                       |
| 2016 | Cặp tình nhân màn ảnh TVB được yêu thích nhất         | Cảnh sát siêu năng              | Quan Đỉnh Danh - Lăng Thần Phong | Đoạt giải (được đề cử cùng Chu Thiên Tuyết) |
| 2017 | Nam diễn viên chính TVB tôi yêu thích nhất            | Bước qua ranh giới              | Văn Thân Hiệp                    | Đề cử (top 3)                               |
| 2017 | Nhân vật truyền hình TVB tôi yêu thích nhất           | Bước qua ranh giới              | Văn Thân Hiệp                    | Đoạt giải                                   |
| 2017 | Cặp tình nhân màn ảnh TVB được yêu thích nhất         | Binh đoàn phái yếu              | Trình Nhật Huy - Lăng Vũ Cần     | Đề cử (cùng Đường Thi Vịnh vào top 3)       |
| 2017 | Cặp tình nhân màn ảnh TVB được yêu thích nhất         | Bước qua ranh giới              | Văn Thân Hiệp - Đới Thiên Ân     | Đề cử (được đề cử cùng Chu Thiên Tuyết)     |
| 2017 | Cặp tình nhân màn ảnh TVB được yêu thích nhất         | Bước qua ranh giới              | Văn Thân Hiệp - Triệu Chính Muội | Đề cử (được đề cử cùng Thái Tư Bối)         |
| 2017 | Ca khúc phim truyền hình TVB được yêu thích nhất      | Bước qua ranh giới - "Tâm nhãn" | Bước qua ranh giới - "Tâm nhãn"  | Đề cử                                       |

#### Lễ trao giải StarHub của TVB ở Singapore
| Năm  | Giải thưởng                                     | Phim / Tác phẩm      | Vai diễn                         | Kết quả                                    |
| ---- | ----------------------------------------------- | -------------------- | -------------------------------- | ------------------------------------------ |
| 2015 | Nam diễn viên phụ TVB tôi yêu thích nhất        | Tái chiến minh thiên | Kiều Chính Kiều                  | Đoạt giải                                  |
| 2016 | Nam diễn viên chính TVB tôi yêu thích nhất      | Cảnh sát siêu năng   | Quan Đỉnh Danh                   | Đề cử                                      |
| 2016 | Nam nhân vật truyền hình TVB tôi yêu thích nhất | Cảnh sát siêu năng   | Quan Đỉnh Danh                   | Đoạt giải                                  |
| 2016 | Cặp tình nhân màn ảnh TVB được yêu thích nhất   | Cảnh sát siêu năng   | Quan Đỉnh Danh - Lăng Thần Phong | Đề cử(được đề cử cùng Chu Thiên Tuyết)     |
| 2017 | Cặp tình nhân màn ảnh TVB được yêu thích nhất   | Binh đoàn phái yếu   | Trình Nhật Huy - Lăng Vũ Cần     | Đoạt giải (được đề cử cùng Đường Thi Vịnh) |
| 2017 | Nam diễn viên chính TVB tôi yêu thích nhất      | Bước qua ranh giới   | Văn Thân Hiệp                    | Đoạt giải                                  |
| 2017 | Nam nhân vật truyền hình TVB tôi yêu thích nhất | Bước qua ranh giới   | Văn Thân Hiệp                    | Đề cử                                      |

#### Lễ trao giải TVB thường niên ở Hong Kong
| Năm  | Giải thưởng                                           | Phim / Tác phẩm                                  | Vai diễn                                         | Kết quả                                                     |
| ---- | ----------------------------------------------------- | ------------------------------------------------ | ------------------------------------------------ | ----------------------------------------------------------- |
| 2010 | Nam diễn viên phụ xuất sắc nhất                       | Hình cảnh                                        | Cao Kỷ Dạng                                      | Đề cử                                                       |
| 2012 | Nam diễn viên phụ xuất sắc nhất                       | Danh gia vọng tộc                                | Chung Khải Diệp                                  | Đề cử                                                       |
| 2012 | Nam diễn viên tiến bộ vượt bậc                        |                                                  |                                                  | Đề cử                                                       |
| 2013 | Nam diễn viên tiến bộ vượt bậc                        | Đoạt giải                                        |                                                  |                                                             |
| 2014 | Nam diễn viên phụ xuất sắc nhất                       | Tái chiến minh thiên                             | Kiều Chính Kiều                                  | Đề cử                                                       |
| 2014 | Nam nhân vật được yêu thích nhất                      | Tái chiến minh thiên                             | Kiều Chính Kiều                                  | Đề cử                                                       |
| 2015 | Nam nhân vật được yêu thích nhất                      | Nô lệ nhà ở                                      | Lâu Diệu Minh                                    | Đề cử                                                       |
| 2015 | Nam diễn viên chính xuất sắc nhất                     | Nô lệ nhà ở                                      | Lâu Diệu Minh                                    | Đề cử                                                       |
| 2015 | Nam diễn viên phụ xuất sắc nhất                       | Đông Pha gia sự                                  | Tần Thiếu Du                                     | Đề cử                                                       |
| 2016 | Nam diễn viên chính xuất sắc nhất                     | Cảnh sát siêu năng                               | Quan Đỉnh Danh                                   | Đề cử (top 5)                                               |
| 2016 | Nam nhân vật được yêu thích nhất                      | Cảnh sát siêu năng                               | Quan Đỉnh Danh                                   | Đề cử (top 5)                                               |
| 2016 | Đôi/nhóm bạn diễn được yêu thích nhất                 | Cảnh sát siêu năng                               | Quan Đỉnh Danh - Lăng Thần Phong                 | Đoạt giải (được đề cử cùng Chu Thiên Tuyết)                 |
| 2016 | Ca khúc truyền hình được yêu thích nhất               | Sự hồi sinh chí mạng - "Không thể nói cùng ai"   | Sự hồi sinh chí mạng - "Không thể nói cùng ai"   | Đề cử                                                       |
| 2017 | Nam diễn viên chính xuất sắc nhất                     | Bước qua ranh giới                               | Văn Thân Hiệp                                    | Đoạt giải                                                   |
| 2017 | Nam nhân vật được yêu thích nhất                      | Binh đoàn phái yếu                               | Trình Nhật Huy                                   | Đề cử (top 5)                                               |
| 2017 | Đôi/nhóm bạn diễn được yêu thích nhất                 | Binh đoàn phái yếu                               | Trình Nhật Huy - Lăng Vũ Cần                     | Đề cử (được đề cử cùng Đường Thi Vịnh)                      |
| 2017 | Đôi/nhóm bạn diễn được yêu thích nhất                 | Bước qua ranh giới                               | Văn Thân Hiệp - Cốc Nhất Hạ                      | Đề cử (được đề cử cùng Trương Chấn Lãng)                    |
| 2017 | Ca khúc truyền hình được yêu thích nhất               | Bước qua ranh giới - "Tâm nhãn"                  | Bước qua ranh giới - "Tâm nhãn"                  | Đề cử                                                       |
| 2017 | Ca khúc truyền hình được yêu thích nhất               | Sóng gió gia tộc 3 - "Muốn nói lại thôi"         | Sóng gió gia tộc 3 - "Muốn nói lại thôi"         | Đề cử (song ca và được đề cử cùng Cúc Tử Kiều)              |
| 2018 | Nam diễn viên chính xuất sắc nhất                     | Sàn đấu huynh đệ                                 | Trương Phi Phàm                                  | Đề cử (top 5)                                               |
| 2018 | Nam nhân vật được yêu thích nhất                      | Sàn đấu huynh đệ                                 | Trương Phi Phàm                                  | Đề cử                                                       |
| 2018 | Nam diễn viên chính TVB được yêu thích nhất Malaysia  | Sàn đấu huynh đệ                                 | Trương Phi Phàm                                  | Đề cử (top 3)                                               |
| 2018 | Nam diễn viên chính TVB được yêu thích nhất Singapore | Sàn đấu huynh đệ                                 | Trương Phi Phàm                                  | Đề cử                                                       |
| 2018 | Ca khúc truyền hình được yêu thích nhất               | Sàn đấu huynh đệ - "Phi phàm"                    | Sàn đấu huynh đệ - "Phi phàm"                    | Đề cử                                                       |
| 2019 | Nam diễn viên chính xuất sắc nhất                     | Giải quyết sư                                    | Ngao Hy Thần                                     | Đề cử (top 5)                                               |
| 2019 | Nam nhân vật được yêu thích nhất                      | Giải quyết sư                                    | Ngao Hy Thần                                     | Đề cử (top 5)                                               |
| 2019 | Ca khúc truyền hình được yêu thích nhất               | Giải quyết sư - "Yêu không nổi"                  | Giải quyết sư - "Yêu không nổi"                  | Đề cử                                                       |
| 2020 | Nam diễn viên chính xuất sắc nhất                     | Bước qua ranh giới 2                             | Văn Thân Hiệp                                    | Đoạt giải                                                   |
| 2020 | Nam diễn viên chính TVB được yêu thích nhất Malaysia  | Bước qua ranh giới 2                             | Văn Thân Hiệp                                    | Đoạt giải                                                   |
| 2020 | Nam nhân vật được yêu thích nhất                      | Quái kiệt siêu hạng                              | Trương Tế Luân                                   | Đề cử (top 5)                                               |
| 2020 | Đôi/nhóm bạn diễn được yêu thích nhất                 | Quái kiệt siêu hạng                              | Trương Tế Luân, Cao Bân, Lục Thu                 | Đoạt giải (được đề cử cùng Trương Chấn Lãng và Chu Mẫn Hãn) |
| 2020 | Ca khúc truyền hình được yêu thích nhất               | Quái kiệt siêu hạng - "Như giả như thật"         | Quái kiệt siêu hạng - "Như giả như thật"         | Đề cử                                                       |
| 2020 | Ca khúc truyền hình được yêu thích nhất               | Bước qua ranh giới 2 - "Tâm nhãn"                | Bước qua ranh giới 2 - "Tâm nhãn"                | Đề cử                                                       |
| 2020 | Ca khúc truyền hình được yêu thích nhất               | Quái kiệt siêu hạng - "Cam tâm thay thế em"      | Quái kiệt siêu hạng - "Cam tâm thay thế em"      | Đề cử                                                       |
| 2021 | Nam diễn viên chính xuất sắc nhất                     | Nhật ký trinh sát hình sự                        | Diệp Kình Phong                                  | Đề cử (top 10)                                              |
| 2021 | Nam nhân vật được yêu thích nhất                      | Nhật ký trinh sát hình sự                        | Diệp Kình Phong                                  | Đề cử                                                       |
| 2021 | Nam diễn viên chính TVB được yêu thích nhất Malaysia  | Nhật ký trinh sát hình sự                        | Diệp Kình Phong                                  | Đề cử (top 5)                                               |
| 2021 | Đôi/nhóm bạn diễn được yêu thích nhất                 | Nhật ký trinh sát hình sự                        | Diệp Kình Phong - Vi Duệ Kiệt                    | Đề cử (được đề cử cùng Viên Vỹ Hào)                         |
| 2021 | Ca khúc truyền hình được yêu thích nhất               | Nhật ký trinh sát hình sự - "Thiên song"         | Nhật ký trinh sát hình sự - "Thiên song"         | Đề cử                                                       |
| 2021 | Ca khúc truyền hình được yêu thích nhất               | Nhật ký trinh sát hình sự - "Hiệu ứng bươm bướm" | Nhật ký trinh sát hình sự - "Hiệu ứng bươm bướm" | Đề cử (song ca và được đề cử cùng Cúc Tử Kiều)              |

### Giải khác
| Năm  | Lễ trao giải                                         | Giải thưởng                                     | Phim / Tác phẩm                                  | Vai diễn                                         | Kết quả                                             |
| ---- | ---------------------------------------------------- | ----------------------------------------------- | ------------------------------------------------ | ------------------------------------------------ | --------------------------------------------------- |
| 2016 | Lễ trao giải truyền hình trong dân gian của khán giả | Nam diễn viên chính xuất sắc nhất được dân chọn | Cảnh sát siêu năng                               | Quan Đỉnh Danh                                   | Đề cử (hạng 2 trong top 6)                          |
| 2017 | Lễ trao giải truyền hình trong dân gian của khán giả | Nam diễn viên chính xuất sắc nhất được dân chọn | Bước qua ranh giới                               | Văn Thân Hiệp                                    | Đề cử (hạng 2 trong top 5)                          |
| 2017 | Giải độ nổi tiếng cao nhất trên mạng của iChoice     | Thị đế có độ nổi tiếng cao nhất trên mạng       |                                                  |                                                  | Đoạt giải                                           |
| 2017 | Ngôi sao Weibo                                       | Nghệ sĩ đa lĩnh vực trong năm của Weibo         | Đoạt giải                                        |                                                  |                                                     |
| 2017 | Giải truyền hình Hong Kong 2017                      | Nam diễn viên chính (phim truyền hình)          | Bước qua ranh giới                               | Văn Thân Hiệp                                    | Đề cử (hạng 2 trong top 5)                          |
| 2017 | Giải truyền hình Hong Kong 2017                      | Ca khúc phim truyền hình và tiết mục            | Bước qua ranh giới - "Tâm nhãn"                  | Bước qua ranh giới - "Tâm nhãn"                  | Đề cử (hạng 4 trong top 5)                          |
| 2017 | Lễ trao giải độ nổi tiếng YAHOO! 2017                | Bài nhạc phim truyền hình song ca nổi tiếng     | Bước đi cùng em/anh                              | Bước đi cùng em/anh                              | Đoạt giải (song ca và được đề cử cùng Đàm Gia Nghi) |
| 2017 | Lễ trao giải độ nổi tiếng YAHOO! 2017                | Nam nghệ sĩ truyền hình                         |                                                  |                                                  | Đoạt giải                                           |
| 2020 | Lễ trao giải độ nổi tiếng YAHOO! 2020                | Nam nhân vật truyền hình nổi tiếng              | Quái kiệt siêu hạng                              | Trương Tế Luân                                   | Đoạt giải                                           |
| 2021 | Lễ trao giải truyền hình trong dân gian của khán giả | Nam diễn viên chính xuất sắc nhất được dân chọn | Nhật ký trinh sát hình sự                        | Diệp Kình Phong                                  | Đề cử                                               |
| 2021 | Lễ trao giải truyền hình trong dân gian của khán giả | Ca khúc truyền hình xuất sắc nhất được dân chọn | Nhật ký trinh sát hình sự - "Hiệu ứng bươm bướm" | Nhật ký trinh sát hình sự - "Hiệu ứng bươm bướm" | Đề cử (song ca và được đề cử cùng Cúc Tử Kiều       |